# Liste der Monuments historiques in Baye (Marne)
Die Liste der Monuments historiques in Baye führt die Monuments historiques in der französischen Gemeinde Baye auf.

## Liste der Immobilien
| Bezeichnung                 | Beschreibung                                                                                    | Standort                 | Kennzeichnung | Schutzstatus | Datum | Bild           |
| --------------------------- | ----------------------------------------------------------------------------------------------- | ------------------------ | ------------- | ------------ | ----- | -------------- |
| Château de Baye             | auch Château Saint-Alpin; Kapelle, zwischen 1205 und 1220; Schlossanlage ab dem 15. Jahrhundert | 4 Grande Rue (Lage)      | PA00078583    | Classé       | 1923  | weitere Bilder |
| Kirche St-Pierre-et-St-Paul | ab dem 12. Jahrhundert                                                                          | Place de l’Église (Lage) | PA00078584    | Classé       | 1986  | weitere Bilder |

## Liste der Objekte
| Bezeichnung                          | Beschreibung                                                                                             | Standort                                  | Kennzeichnung | Schutzstatus | Datum | Bild |
| ------------------------------------ | --- | ----------------------------------------- | ------------- | ------------ | ----- | ---- |
| Fünf Kirchenfenster                  | zwischen 1205 und 1220                                                                                   | in der Schlosskapelle (Lage)              | PM51001326    | Classé       | 1923  |      |
| Wandvertäfelung des Chorraums        | Holz, 18. Jahrhundert                                                                                    | in der Kirche St-Pierre-et-St-Paul (Lage) | PM51000071    | Classé       | 1952  |      |
| Kruzifix                             | Holz, 18. Jahrhundert                                                                                    | in der Kirche St-Pierre-et-St-Paul (Lage) | PM51002569    | Inscrit      | 1977  |      |
| Skulptur eines betenden Heiligen (1) | Holz, vermutlich 19. Jahrhundert                                                                         | in der Kirche St-Pierre-et-St-Paul (Lage) | PM51002563    | Inscrit      | 1977  |      |
| Gemälde Hagar und der Engel          | Ölfarbe auf Leinwand, Holzrahmen, Ende des 17. Jahrhunderts                                              | in der Kirche St-Pierre-et-St-Paul (Lage) | PM51001325    | Classé       | 1995  |      |
| Chorschranke                         | Schmiedeeisen, 18. Jahrhundert                                                                           | in der Kirche St-Pierre-et-St-Paul (Lage) | PM51000072    | Classé       | 1952  |      |
| Gemälde Diakon                       | Ölfarbe auf Leinwand, vergoldeter Holzrahmen, 18. Jahrhundert                                            | in der Kirche St-Pierre-et-St-Paul (Lage) | PM51000074    | Classé       | 1979  |      |
| Skulptur Madonna mit Kind            | Holz, 18. Jahrhundert                                                                                    | in der Kirche St-Pierre-et-St-Paul (Lage) | PM51002567    | Inscrit      | 1977  |      |
| Skulptur eines betenden Heiligen (2) | Holz, vermutlich 19. Jahrhundert                                                                         | in der Kirche St-Pierre-et-St-Paul (Lage) | PM51002564    | Inscrit      | 1977  |      |
| Deckel des Taufbeckens               | Kupfer, 19. Jahrhundert                                                                                  | in der Kirche St-Pierre-et-St-Paul (Lage) | PM51002566    | Inscrit      | 1977  |      |
| Adlerpult                            | Holz, 18. Jahrhundert                                                                                    | in der Kirche St-Pierre-et-St-Paul (Lage) | PM51002568    | Inscrit      | 1977  |      |
| Kronleuchter                         | Glas, vermutlich 19. Jahrhundert                                                                         | in der Kirche St-Pierre-et-St-Paul (Lage) | PM51002565    | Inscrit      | 1977  |      |
| Gemälde Bischof                      | Ölfarbe auf Leinwand, vergoldeter Holzrahmen, 18. Jahrhundert                                            | in der Kirche St-Pierre-et-St-Paul (Lage) | PM51000073    | Classé       | 1979  |      |
| Hauptaltar                           | Altartisch, Tabernakel, Retabel und zwei Skulpturen; Holz, farbig gefasst und vergoldet, 18. Jahrhundert | in der Kirche St-Pierre-et-St-Paul (Lage) | PM51000075    | Classé       | 1979  |      |